# پاپ سرجیوس دوم
پاپ سرجیوس دوم (به انگلیسی: Sergius II) یکی از پاپ‌های کلیسای کاتولیک رم بود که در رم به دنیا آمد و از ۸۴۴ تا ۸۴۷ میلادی پاپ بود.